# タプコプ遺跡

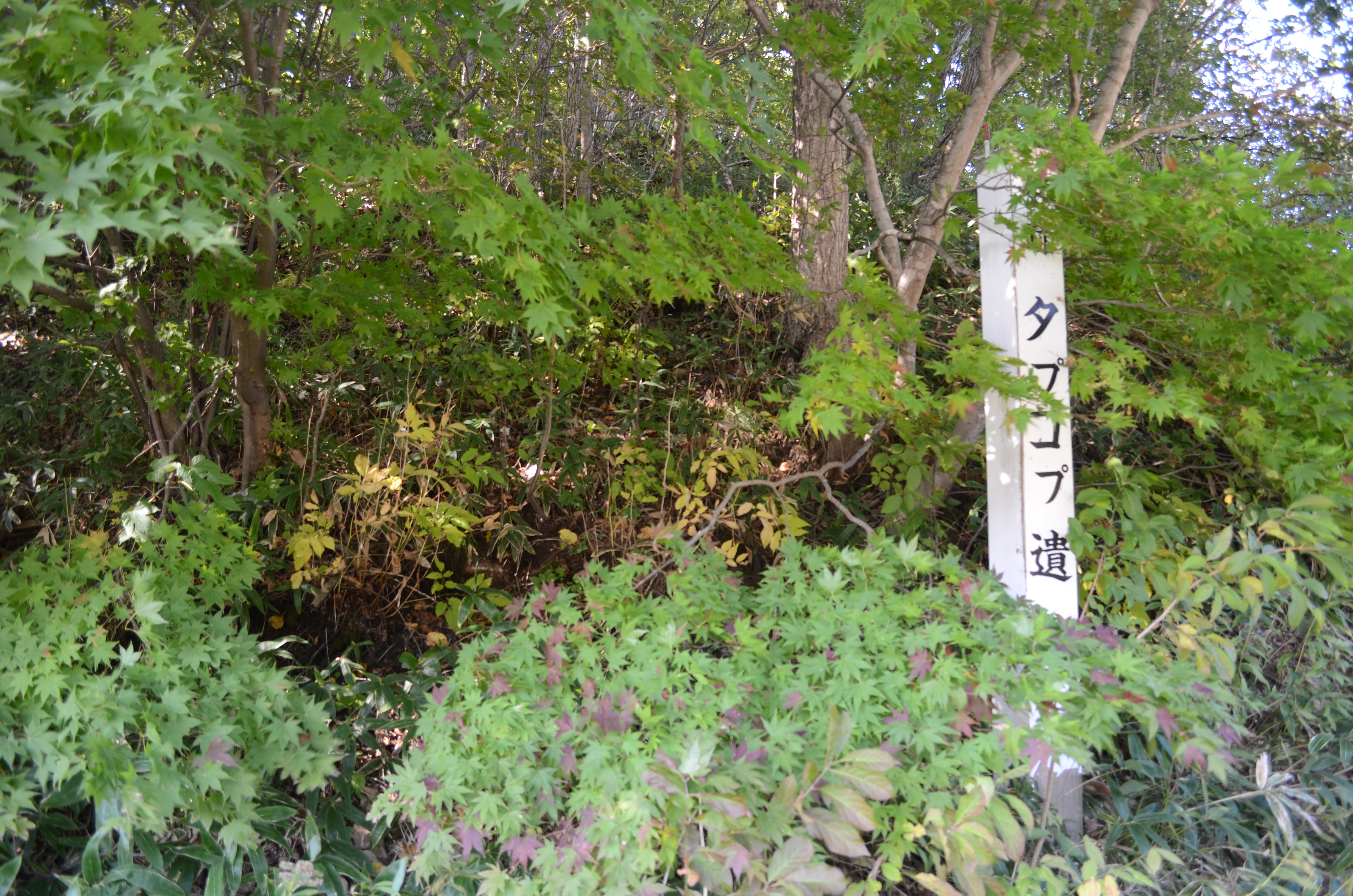
2024年10月

タプコプ遺跡（タプコプいせき）は、北海道苫小牧市植苗にある、縄文時代中期末からアイヌ期にかけての遺跡。

## 概要
当遺跡は、植苗地区を東西に分かつ美々川に架けられた植苗橋の真向かい、国道36号に面した西側に位置する。
「タプコプ」という名称は、アイヌ語のタプコプ・ウシ・イ（たんこぶ・ついている・所）に由来し、美々川に対してほぼ直角に突き出た、標高18メートルの舌状の丘陵を指す。かつての丘陵は美々川畔まで延びていたが、1955年（昭和30年）ころの国道拡幅・舗装工事によって掘削され、現在は大きなカッティングとなっている。
1963年（昭和38年）以降、調査が行われた順番に遺跡の各所をA地点・B地点・C地点・D地点と呼称していた。しかし「A地点の中にB地点がある」という不合理な側面があったため、1983年（昭和58年）の調査を機として以下の区分に再整理された。
A地区
台地上部。
縄文時代中期末に集落が形成され、晩期から続縄文時代にかけては集団墓地として利用されていた。
B地区
国道面の札幌側低地。
発見された遺物は大半が現代の所産であったが、擦文時代の遺構や遺物も検出された。
C地区
植苗神社のある丘陵で、擦文時代の住居址が発見された場所。
D地区
B地区の南側の低地。

## 歴史

### 私的調査の時代
タプコプ遺跡は、苫小牧市内で最も早くに注目された遺跡であるが、その具体的な発見時期は不明である。
1940年（昭和15年）5月に刊行された『苫小牧町史』には当遺跡に関する記述があり、また出土した棍棒形石器と土器の写真も掲載されている。さらには、町史編纂の過程でまとめられた資料の中にあった、苫小牧東高等尋常小学校郷土研究部による『郷土資料』の「考古序論」と「土俗考」でも触れられている。特に「考古序論」には、北海道帝国大学を卒業したばかりの名取武光や河野広道に指導を受け、1930年（昭和5年）にイトッパ土器を発見したなどの記載がある。
1945年（昭和20年）に太平洋戦争が終結して間もなく、千歳に進駐してきたアメリカ軍人ハワード・A・マッコードは、軍務のかたわらに近隣の遺跡調査を行っており、タプコプ遺跡にも訪れている。マッコードは帰国後に、アメリカ地質調査所でタプコプ遺跡出土の木炭の放射性炭素年代測定を行った。その結果得られた「苫小牧植苗3230±160年」は、北海道内で最初の炭素測定実施年代として公表された。
1954年（昭和29年）、苫小牧市開基80周年記念行事の一環として、「苫小牧の古代史」をテーマに河野広道が行った講演は、要約が『苫小牧地方古代史』として刊行されたが、その中でタプコプ遺跡についても触れられている。

### 第1 - 4次発掘調査
1963年（昭和38年）10月26 - 27日、北海道大学講師の大場利夫と、門別中学校教諭の扇谷昌康により、台地の一部を対象とする第1次調査が実施された。調査面積は18平方メートルと小規模ながら、多数の副葬品を包含したアイヌ墳墓と、縄文時代中期の墳墓2基を検出した。
1964年（昭和39年）6月には大場により、台地下の平坦地を対象とする第2次調査が行われ、36平方メートルの調査区から続縄文時代の墳墓4基を検出した。
同年10月の第3次調査では、植苗神社そばの台地の裾、60平方メートルを調査し、擦文時代の煙道つきの住居址1基を確認した。
1965年（昭和40年）には一連の調査のまとめとして、大場により再び台地平坦部が発掘対象とされ、40平方メートルの調査区から3基の墳墓を検出した。壙底からは糊状になった人骨と少量の土器片が出土したほか、包含層からは縄文時代中期の土器を主体に各期の遺物が出土した。

### 国道拡張に伴う発掘調査
タプコプ遺跡の至近を走る国道36号は、昭和40年代後半から、交通需要の高まりに応じて車線拡幅が求められてきた。しかし工事に先立って行われるべき遺跡の事前調査は、苫小牧市教育委員会が1975年度（昭和50年度）より苫小牧東部工業地帯での調査に注力していたため、どうしても先送りにならざるを得なかった。さらにもうひとつ、遺跡周辺の土地所有者との間で用地買収の話が難航していたことも、発掘調査の妨げとなっていた。
1983年（昭和58年）、室蘭建設開発部と土地所有者との話し合いが具体化し、まずは土地所有者宅の移転先の分布調査を行ってから、その結果に応じて住居や店舗を移転し、また苫東基地内の調査が終了次第、タプコプ遺跡の調査が開始することが決まった。
発掘調査は同年8月1日に開始され、人骨の出土に伴う2度の慰霊祭を挟みつつ、10月29日に完了した。